# Non dire bugie
Non dire bugie è il 38° album discografico di Brigantony, pubblicato nel 2006.

## Tracce
1. La pacchiomania – 4:12
2. Caro ministro – 7:07
3. Catà...Catà...Catania – 4:22
4. Catatumba – 3:11
5. Munnu persu – 4:20
6. Pianobar – 5:54
7. Grande amore – 4:58
8. Ora ca cantu iù – 3:09
9. Piscaturi và – 4:12
10. Bonus track – 9:32